# Скотос
Скотос (греч. Σκότος, «Мрак, Тьма») – редко упоминаемое древнегреческое божество. Страж в трагедии Софокла «Эдип в Колоне» называет Евменид (Эриний) дочерьми Скотоса и Геи («Земли и Мрака»); после чего Эдип обращается к ним как к «дочерям Тьмы».
Согласно схолиям к Эсхину, Эринии родились от Скотоса и Геи либо Скотоса и Евонимы. Матерью Евменид называл Евонимой историк Истр, имея в виду Гею.
Возможно, Скотос соответствует Мгле в теогонии Гигина (однако, по мнению Д. О. Торшилова, в греческом оригинале Гигина стояло греч. ομίχλη). Может также соответствовать Тенебре («Мраку») в списке божеств, рожденных от Эреба и Ночи, приводимом Цицероном.

## Этимология
Слово греч. σκότος неоднократно употребляется в «Илиаде» (в формульном выражении «тьма очи покрыла») и других текстах, но как имя нарицательное. Кроме того Гомер упоминает это слово в значении "смерть" (τὸν δὲ σκότος ὅσσε κάλυψεν). Еврипид употребляет выражение "σκότος πύλαι" в значении "врата подземного царства". Эсхил использует однокоренное слово "σκότοισι" применимо к недрам материнского чрева. Ксенофонт - в переносном значении как "тайна" и "неизвестность" (ὑπὸ σκότου), в таком же значении - у Платона. 

## Скотос в современной культуре
Бог зла Скотос фигурирует в "Видесском цикле" Г. Тертлдава